# Carl Pedersen (wioślarz)
Carl Frederik Pedersen (ur. 30 września 1884 w Øster Ulslev, zm. 3 września 1968 w Nykøbing Falster) – duński wioślarz, złoty medalista olimpijski.
Wystąpił na igrzyskach olimpijskich w Sztokholmie w 1912, gdzie duńska osada Nykjøbings paa Falster w składzie: Ejler Allert, Jørgen Hansen, Carl Møller, Carl Pedersen i Poul Hartmann (sternik) zdobyła złoty medal w czwórkach ze sternikiem (w łodziach z wewnętrznymi odsadniami). W finale Duńczycy pokonali Szwedów z osady Roddklubben af 1912 o 12,3 sekundy. Był to jego jedyny start olimpijski.